# Реакция Кулинковича
Реакция Кулинковича — синтез циклопропанолов по реакции сложных эфиров с реагентами на основе низковалентного титана, генерируемыми in situ из реактивов Гриньяра и алкоксидов титана(IV). Реакция была открыта О. Г. Кулинковичем и сотр. в 1989 году. При использовании реактивов Гриньяра с алкильной группой, отличной от этильной, реакция приводит к образованию 1,2-диалкилциклопропанолов, преимущественно, цис-конфигурации.

## Механизм реакции
Общепринятый механизм начинается с двух стадий переметаллирования реактива Гриньяра с образованием диалкилдиизопропоксититанового комплекса, который затем подвергается реакции β-элиминирования с выделением молекулы алкана и титанациклопропана 1. Далее следует внедрение карбонильной группы сложного эфира по связи углерод-титан. Оксатитанациклопропан 2 перегруппировывается в β-титанокетон 3. Наконец, внедрение карбонильной группы 3 в оставшуюся связь углерод-титан приводит к формированию циклопропанового цикла в составе титанового циклопропанолята 4. На завершающей стадии происходит регенерация каталитической частицы и образование магниевого алкоголята циклопропанола 5.
Механизм данной реакции был изучен методом теории функционала плотности, в частности, было показано, что реакция должна протекать быстро, необратимо и с экзотермическим эффектом. В 2007 году в качестве активных каталитических частиц были предложены промежуточно образующиеся титановые ат-комплексы.

## Реакция с лигандным обменом
В 1993 году было показано, что промежуточный титанациклопропановый реагент 1 может подвергаться лигандному обмену в присутствии внешнего алкена. Использование лигандного обмена позволяет получать более замещённые циклопропанолы. Для проведения таких реакций предложены циклические реактивы Гриньяра, позволяющие в некоторых случаях повысить выход продукта лигандного обмена.
Реакция Кулинковича с лигандным обменом была также реализована во внутримолекулярном варианте.

## Асимметрическая реакция Кулинковича
В 1994 году Э. Дж. Кори предложил энантиоселективный вариант реакции Кулинковича, в котором использован хиральный катализатор на основе таддола. При этом удалось получить продукт с энантиомерной чистотой, равной 78 %.

## Модификации

### Модификация де Майере
Модификация Армина де Майере (нидерл. Armin de Meijere) предполагает замену сложных эфиров на амиды, что приводит к получению циклопропиламинов.

### Модификация Шимоньяка
В модификации Шимоньяка (пол. Jan Szymoniak) субстратом выступает нитрил, а продуктом реакции является циклопропиламин с первичной аминогруппой.

## Применение
Реакция Кулинковича служит для синтеза замещённых циклопропанолов, однако, сами циклопропанолы далее могут быть превращены в различные продукты раскрытия циклопропанового фрагмента. Это позволило применить реакцию в синтезе многочисленных природных соединений, например, алкалоидов (витасомнин, мезембрин, конгидрин), ряда феромонов насекомых (ипсдиенол, ипсенол, стигмолон, бревикомин, диспарлюр), аналогов аминокислот и др. Демонстрацией возможностей реакции циклопропанирования может служить предложенный Кулинковичем полный синтез эпотилона D, в ходе которого синтез и превращения циклопропановых фрагментов были реализованы шесть раз.

### Книги
- Смит В. А., Дильман А. Д. Основы современного органического синтеза. — М.: Бином. Лаборатория знаний, 2009. — С. 469-476. — ISBN 978-5-94774-941-0.

### Обзоры
- Kulinkovich O. G., de Meijere A. 1,n-Dicarbanionic Titanium Intermediates from Monocarbanionic Organometallics and Their Application in Organic Synthesis // Chem. Rev. — 2000. — Т. 100, № 8. — С. 2789–2834. — doi:10.1021/cr980046z. — PMID 11749306.
- Кулинкович О. Г. Алкилирование производных карбоновых кислот диалкоксититанациклопропановыми реагентами // Известия Академии наук. Серия химическая. — 2004. — № 5. — С. 1022–1043.
- Wolan A., Six Y. Synthetic transformations mediated by the combination of titanium(IV) alkoxides and grignard reagents: selectivity issues and recent applications. Part 1: reactions of carbonyl derivatives and nitriles // Tetrahedron. — 2010. — Т. 66, № 1. — С. 15–61. — doi:10.1016/j.tet.2009.10.050.
- Wolan A., Six Y. Synthetic transformations mediated by the combination of titanium(IV) alkoxides and Grignard reagents: selectivity issues and recent applications. Part 2: Reactions of alkenes, allenes and alkynes // Tetrahedron. — 2010. — Т. 66, № 17. — С. 3097–3133. — doi:10.1016/j.tet.2010.01.079.
- Haym I., Brimble M. A. The Kulinkovich hydroxycyclopropanation reaction in natural product synthesis // Org. Biomol. Chem. — 2012. — Т. 10, № 38. — С. 7649–7665. — doi:10.1039/c2ob26082d.